# Caroteno

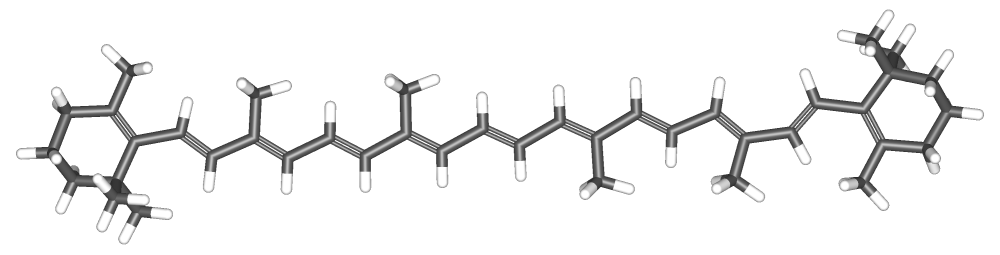
Un diagrama de barra tridimensional de β-caroteno.

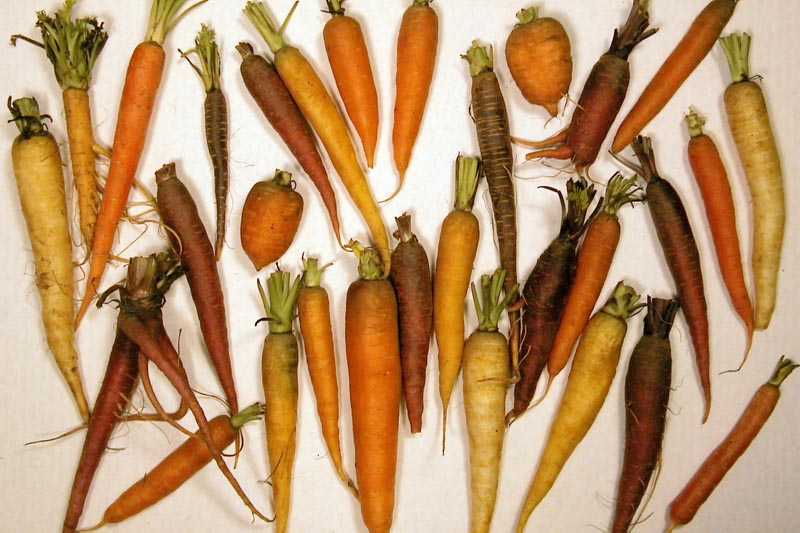
El caroteno es responsable del color naranja de las zanahorias y de los colores de muchas otras frutas y verduras, e incluso de algunos animales.

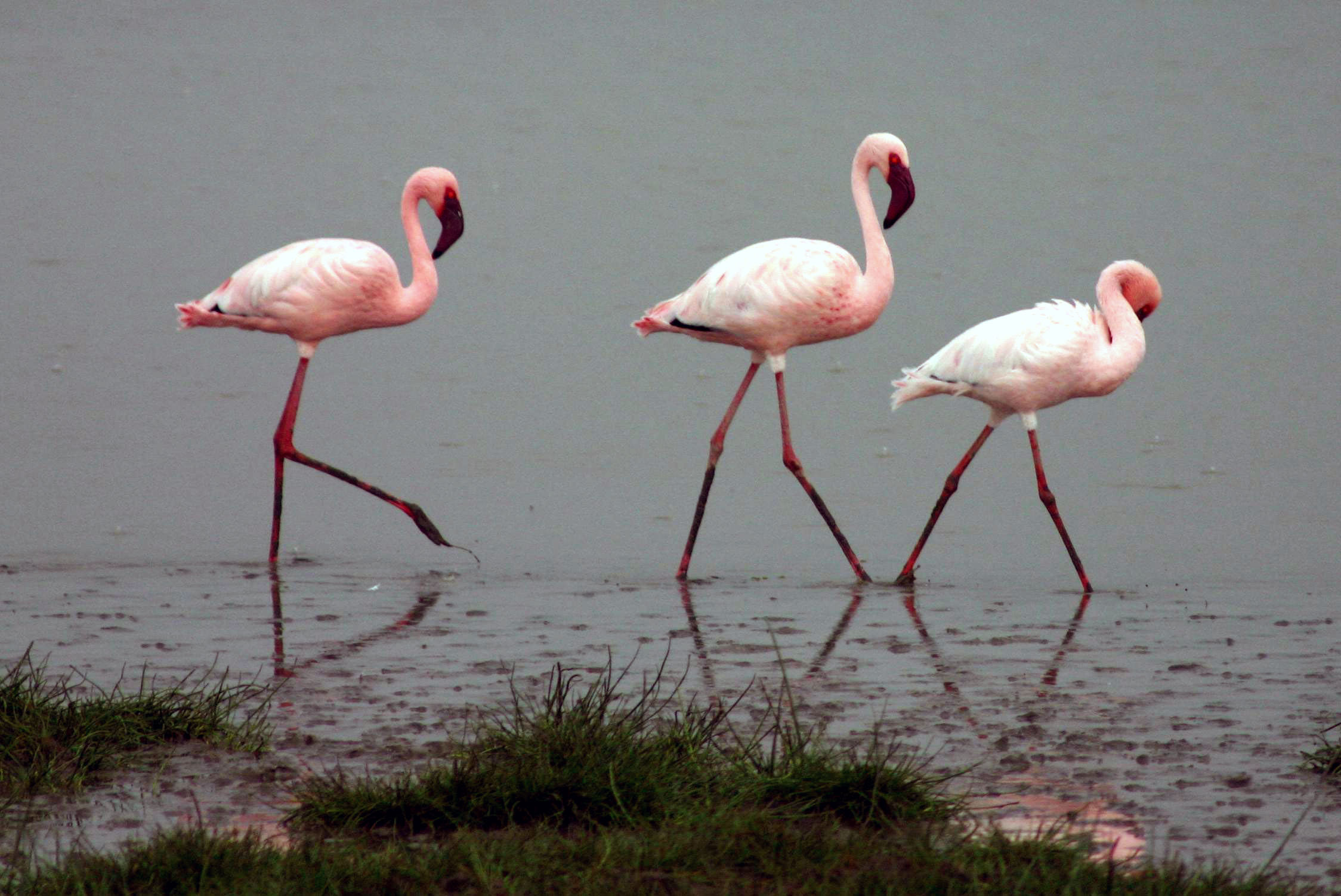
Pequeños flamencos en el cráter del Ngorongoro, Tanzania. El color rosado de los flamencos salvajes se debe a la astaxantina (un carotenoide) que absorben de su dieta de camarones en salmuera. Si son alimentados con una dieta libre de caroteno, se vuelven blancos.

El término caroteno (también carotina, del latín carota, "zanahoria") se utiliza para muchos relacionados hidrocarburos insaturados sustancias que tienen la fórmula C40Hx, que son sintetizados por las plantas, pero en general no se pueden hacer por animales (con la excepción de algunos áfidos y ácaros que adquirieron los genes de síntesis de hongos). Los carotenos son pigmentos fotosintéticos importantes para la fotosíntesis. Los carotenos no contienen átomos de oxígeno. Absorben la luz ultravioleta, violeta y azul y dispersan la luz naranja o roja, y (en bajas concentraciones) la luz amarilla. 
Los carotenos son responsables del color naranja de la zanahoria, por la cual se nombra esta clase de productos químicos, y de los colores de muchas otras frutas, verduras y hongos (por ejemplo, batatas, rebozuelos y cantalupo). Los carotenos también son responsables de los colores naranja (pero no todos los amarillos) en el follaje seco. También (en concentraciones más bajas) imparten la coloración amarilla a la grasa de la leche y la mantequilla. Las especies animales omnívoras que son relativamente pobres convertidores de carotenoides dietéticos coloreados en retinoides incoloros tienen grasa corporal de color amarillento, como resultado de la retención de carotenoides de la porción vegetal de su dieta. La grasa de color amarillo típica de los humanos y los pollos es el resultado del almacenamiento de grasa de los carotenos de sus dietas. 
Los carotenos contribuyen a la fotosíntesis al transmitir la energía de la luz que absorben a la clorofila. También protegen los tejidos de las plantas al ayudar a absorber la energía del oxígeno singlete, una forma excitada de la molécula de oxígeno O2 que se forma durante la fotosíntesis. 
El β-caroteno está compuesto por dos grupos retinilo y se descompone en la mucosa del intestino delgado humano por el β-caroteno 15,15'-monooxigenasa a retinal, una forma de vitamina A. El β-caroteno puede almacenarse en el hígado y la grasa corporal y convertirse en retina según sea necesario, lo que lo convierte en una forma de vitamina A para los humanos y algunos otros mamíferos. Los carotenos α-caroteno y el γ-caroteno, debido a su grupo retinilo único (anillo β- ionona), también tienen cierta actividad de la vitamina A (aunque menor que el β-caroteno), al igual que el carotenoide xantofila β- criptoxantina. Todos los demás carotenoides, incluido el licopeno, no tienen anillo beta y, por lo tanto, no tienen actividad de la vitamina A (aunque pueden tener actividad antioxidante y, por lo tanto, actividad biológica de otras maneras). 
Las especies animales difieren enormemente en su capacidad para convertir retinil (beta-ionona) que contiene carotenoides en retinales. Los carnívoros en general son pobres convertidores de carotenoides que contienen ionona en la dieta. Los carnívoros puros, como los hurones, carecen de β-caroteno 15,15'-monooxigenasa y no pueden convertir ningún carotenoide en retinal (lo que hace que los carotenos no sean una forma de vitamina A para esta especie); mientras que los gatos pueden convertir un rastro de β-caroteno en retinol, aunque la cantidad es totalmente insuficiente para satisfacer sus necesidades diarias de retinol.

## Historia
El descubrimiento del caroteno del jugo de zanahoria se le atribuye al químico alemán Heinrich Wilhelm Ferdinand Wackenroder, hallazgo realizado durante una búsqueda de antihelmínticos, que publicó en 1831. Lo obtuvo en pequeñas hojuelas de color rojo rubí solubles en éter, que cuando se disolvían en grasas daban «un hermoso color amarillo». William Christopher Zeise reconoció su naturaleza hidrocarbonada en 1847, pero sus análisis le dieron una composición de C
5H
8. Fue Léon-Albert Arnaud en 1886 quien confirmó su naturaleza hidrocarbonada y dio la fórmula C
26H
38, que se acercaba a la composición teórica de C
40H
56. Adolf Lieben en estudios, también publicados en 1886, de la materia colorante en los cuerpos lúteos, encontró por primera vez los carotenoides en el tejido animal, pero no reconoció la naturaleza del pigmento. Johann Ludwig Wilhelm Thudichum, en 1868-1869, después de un examen espectral estereoscópico, aplicó el término 'luteína' (lutein) a esta clase de sustancias amarillas cristalizables que se encuentran en animales y plantas. Richard Martin Willstätter, quien ganó el Premio Nobel de Química en 1915, principalmente por su trabajo sobre la clorofila, asignó la composición de C
40H
56, distinguiéndola de la xantofila similar, pero oxigenada, C
40H
56O
2. Con Heinrich Escher, en 1910, se aisló el licopeno de los tomates y se demostró que era un isómero del caroteno. El trabajo posterior de Escher también diferenció los pigmentos 'lúteos' en la yema de huevo de los carotenos en el cuerpo lúteo de la vaca.

## Estructura molecular
Químicamente, los carotenos son hidrocarburos poliinsaturados que contienen 40 átomos de carbono por molécula, números variables de átomos de hidrógeno y ningún otro elemento. Algunos carotenos están terminados por anillos de hidrocarburos, en uno o ambos extremos de la molécula. Todos están coloreados para el ojo humano, debido a los extensos sistemas de dobles enlaces conjugados. Estructuralmente, los carotenos son tetraterpenos, lo que significa que se sintetizan bioquímicamente a partir de cuatro unidades de terpeno de 10 carbonos, que a su vez se forman a partir de ocho unidades de isopreno de 5 carbonos. 
Los carotenos se encuentran en plantas en dos formas primarias designadas por caracteres del alfabeto griego: alfa-caroteno (α-caroteno) y beta-caroteno (β-caroteno). También existen gamma, delta, épsilon y zeta-caroteno (γ, δ, ε y ζ-caroteno). Como son hidrocarburos, y por lo tanto no contienen oxígeno, los carotenos son solubles en grasa e insolubles en agua (a diferencia de otros carotenoides, las xantofilas, que contienen oxígeno y, por lo tanto, son menos hidrófobos químicamente).

## Formas de caroteno

α-caroteno

β-caroteno

γ-caroteno

δ-caroteno

## Producción

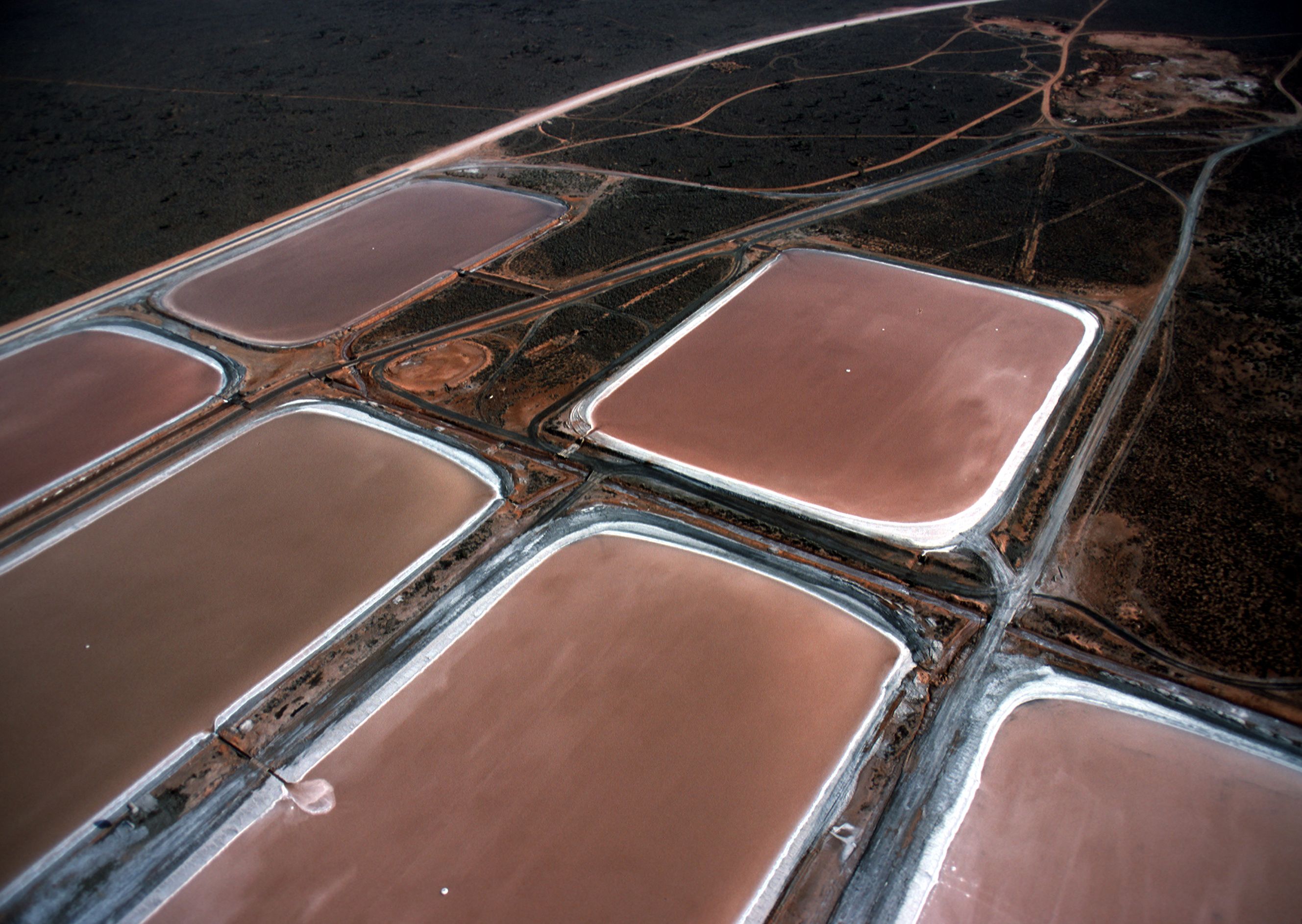
Los estanques de la granja de algas en Whyalla, en el sur de Australia, solían producir β-caroteno.